# Zapora Alqueva

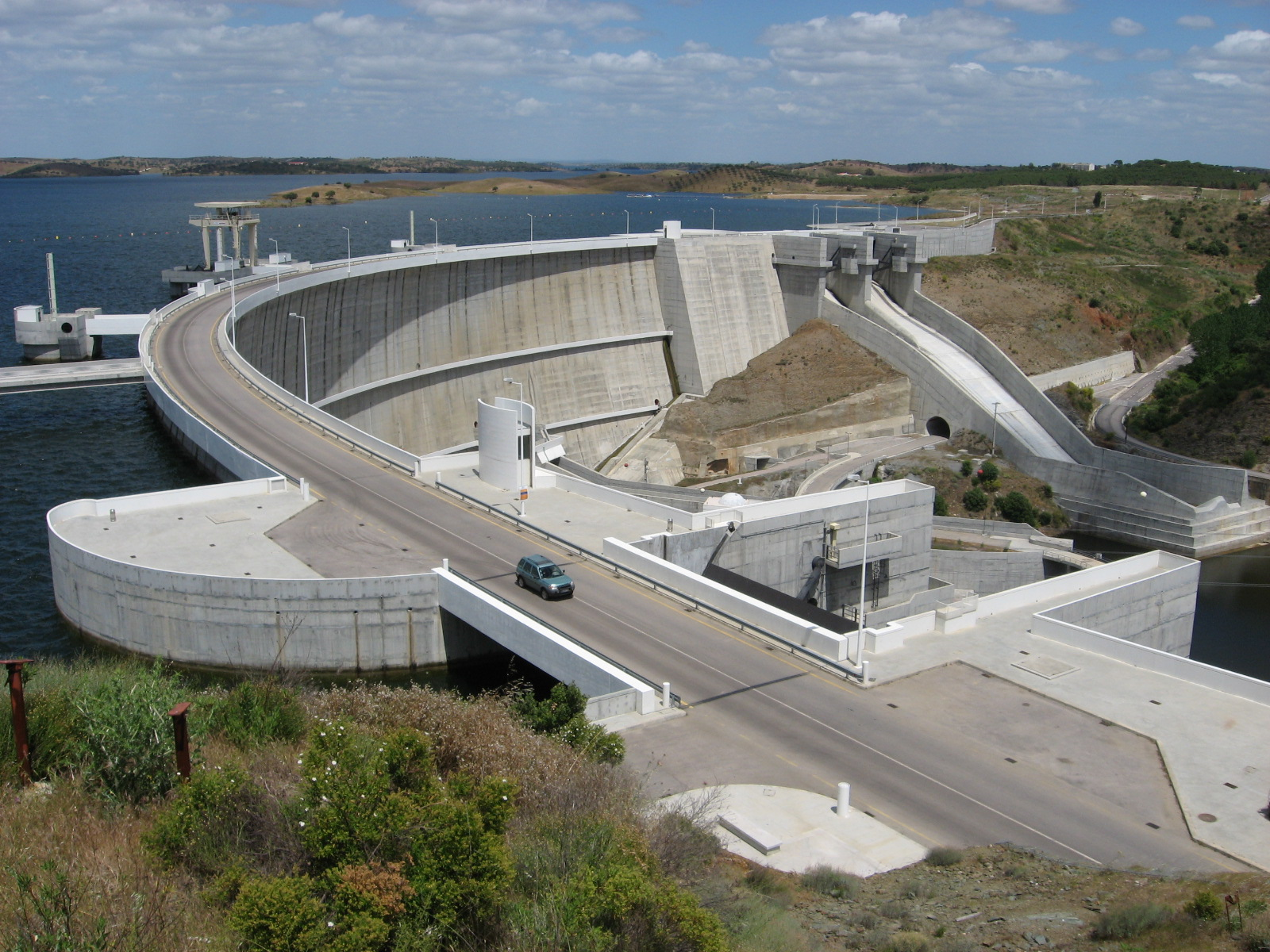
Wygląd zapory Alqueva

Zapora Alqueva (port. barragem de Alqueva) – zapora wodna na rzece Gwadiana w południowej Portugalii, w dystryktach Évora i Beja. Swoją nazwę bierze od pobliskiej miejscowości Alqueva. Powstały po jej budowie zbiornik zaporowy o powierzchni ok. 250 km² uznawany jest za największy sztuczny zbiornik wodny w Unii Europejskiej zarówno co do powierzchni jak i objętości zgromadzonej w nim wody (według niektórych źródeł w całej Europie).

## Położenie
Zapora usytuowana jest w dolnym biegu rzeki, na pograniczu dystryktów Baja i Evora, 4 km na południe od miejscowości Alqueva i 8 km na północny zachód od miejscowości Moura, w odległości ok. 150 km od Lizbony.

## Historia
Plany budowy zapory z elektrownią wodną i dużego zbiornika wodnego, stanowiącego rezerwuar wody dla suchego regionu Alentejo powstały już w latach 50. XX w. za rządów António de Oliveiry Salazara, kiedy to opracowano pierwsze studium wykonalności takiego projektu. W 1968 r. podpisana została hiszpańsko-portugalska umowa o wykorzystaniu wspólnych wód.
Dopiero jednak po "Rewolucji goździków" portugalska rada ministrów zaaprobowała projekt, którego realizacja (stworzenie infrastruktury budowy i przygotowanie terenu) ruszyła w 1976 r. Dwa lata później prace zostały przerwane i zostały wznowione dopiero w 1993 r., za rządów Cavaco Silvy. Wtedy to decyzją rządu portugalskiego powstała specjalna komisja ds. budowy zapory Alqueva (port. Comissão Instaladora da Empresa de Alqueva, CIEA). Prace budowlane wznowiono w 1995 r.
W 1998 r. rozpoczęto betonowanie zapory i obiektów towarzyszących. Zaporę ukończono w 2002 r. kosztem ok. 4 miliardów euro, z czego ok. połowę dofinansowała Unia Europejska z Europejskiego Funduszu Rozwoju Regionalnego. Wtedy też rozpoczęto napełnianie zbiornika oraz otwarto drogę biegnącą koroną zapory. Przewiduje się, że kolejny miliard euro zostanie wydany na rozbudowę infrastruktury towarzyszącej zaporze do końca 2020 r. (z tego ok. 160 mln euro na II etap elektrowni wodnej Alqueva).

## Charakterystyka zapory
Zapora Alqueva jest lekką zaporą żelbetonową, łukową o podwójnej krzywiźnie. Jej wysokość wynosi 96 m, długość – 458 m, szerokość (grubość muru zapory) – 7 m. Kubatura zapory wynosi 687 000 m³. Jej korona leży na wysokości 154 m n.p.m. Koroną zapory biegnie droga krajowa N255, łącząca miejscowości Moura i Portel.

## Elektrownia wodna Alqueva
W 2004 r. nastąpiło uruchomienie I etapu związanej z obiektem hydroelektrowni o mocy 259 MW. Drugi etap, z kolejnymi 259 MW, został oddany do użytku w styczniu 2013 roku. Obecnie elektrownia posiada 4 odwracalne turbiny Francisa, każda o mocy 129,6 MW i może pracować w systemie szczytowym. Jako dolny zbiornik wykorzystywany jest zbiornik wodny Pedrógão, powstały ok. 23 km w dół Gwadiany przez przegrodzenie rzeki zaporą Pedrógão.